# 月の重力場

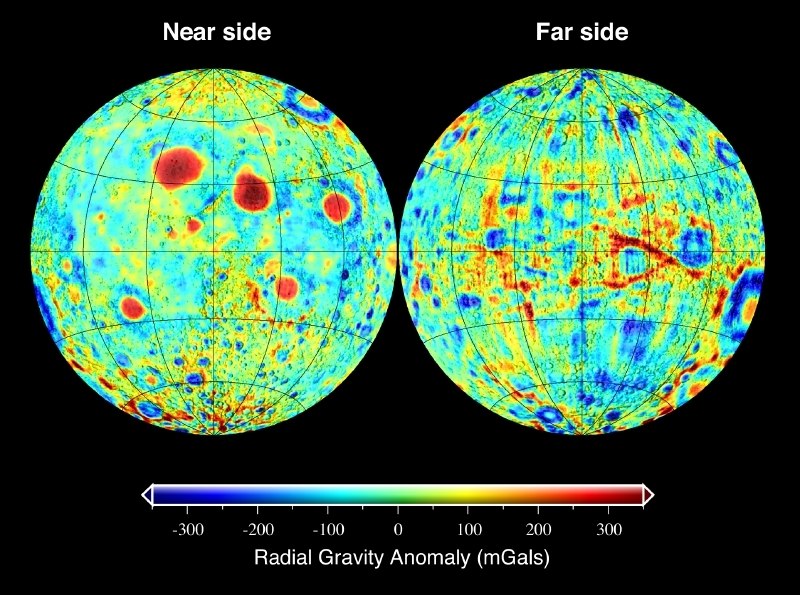
月面上の重力異常

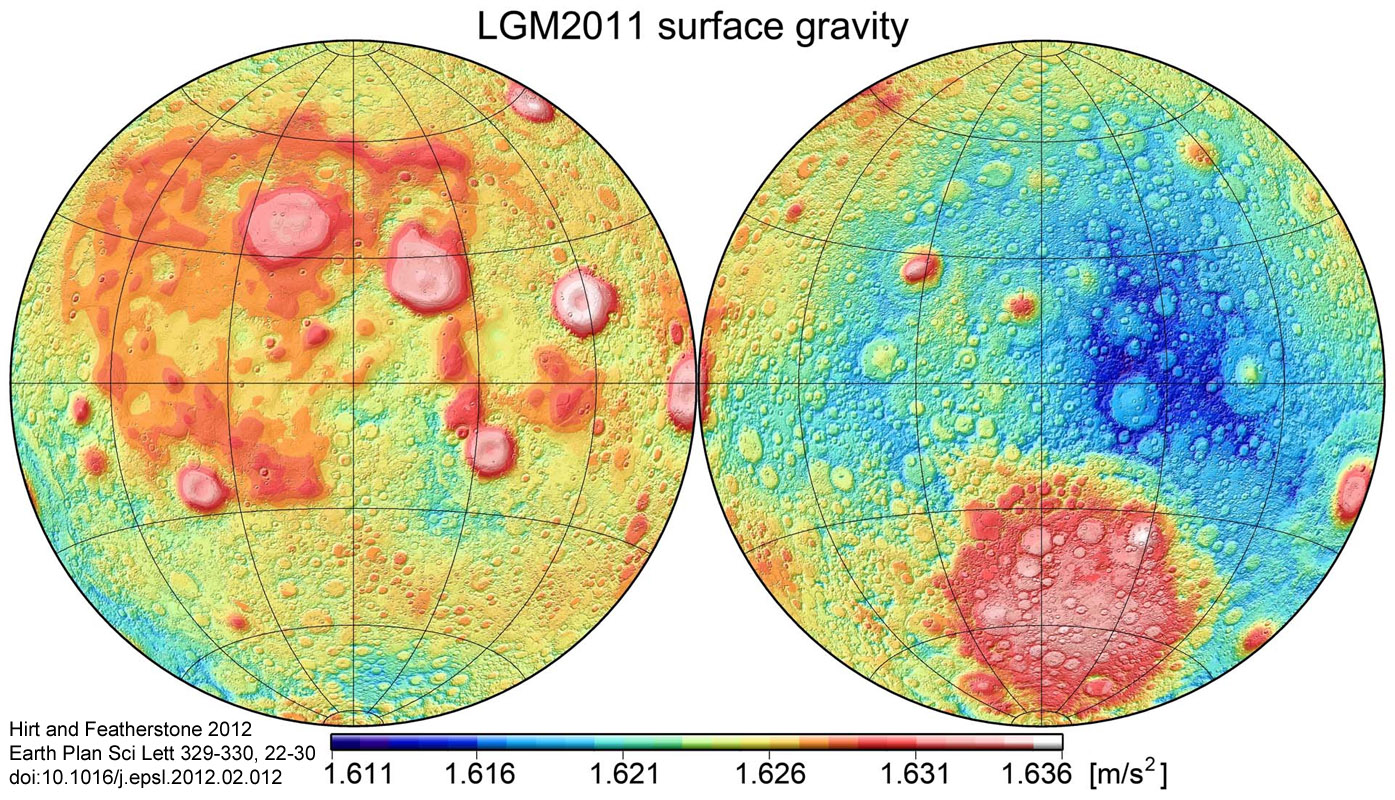
月面上の重力加速度。左側が月の表、右側が月の裏である。[https://web.archive.org/web/20130114015408/http://geodesy.curtin.edu.au/research/models/lgm2011/ Lunar Gravity Model 2011

月の重力場(Gravitation of the Moon)は、軌道上の探査機から放出される電波を追跡することで決定される。使われている原理はドップラー効果であり、視線方向の探査機の加速度は電波の周波数の小さな変化と、探査機から地上局の間の距離を用いて測定される。月の重力場は探査機の軌道に影響を与えるため、追跡データを用いて重力異常を検出することができる。しかし、月の潮汐固定のため、月の縁を超えた探査機は追跡できず、月の裏の重力場についてはあまり情報が得られていない。月面の重力加速度は、1.6249 m/s2であり、地球上の約16.7%である。月面全体では、0.0253  m/s2以下（重力加速度の1.6%）の変動がある。重さは重力加速度に比例するため、月面上の物体は地球上の重さの16.7%になる。
月の重力場の主要な特徴は、巨大な衝突盆地に関連する正の重力異常、マスコンと呼ばれる質量の集中が存在することである。この重力異常は、探査機の軌道に大きな影響を与えるため、ミッションの計画には正確な重力モデルが不可欠である。重力集中は、アポロ計画に先だって行われた測位試験のエラーが大きかったことから、ルナ・オービター計画の追跡データにより発見された。
重力集中の原因の1つは、衝突盆地を密度の高い玄武岩質の溶岩が満たしていることである。しかし、溶岩だけでは全ての重力異常を説明することはできず、地殻-マントル境界の上昇も必要となる。ルナ・プロスペクターの重力モデルでは、いくつかの重力集中の地点では、玄武岩質の火山活動とは関係がないことが示された。また、広大な玄武岩質の嵐の大洋では、正の重力異常は見られない。